# Dolce, cara Audrina
Dolce, cara Audrina è un romanzo della scrittrice statunitense Virginia C. Andrews, di genere gotico-horror-drammatico, pubblicato nel 1982.
Narrato in prima persona, il romanzo tratta temi come gli affetti familiari, l'amore, i turbamenti sessuali e la morte, con un evidente messaggio femminista: la scrittrice sembra voler condannare il sesso forte, sono inoltre presenti evidenti denunce al maltrattamento dei minori, alle violenze coniugali e allo stupro.

## Trama
Protagonista della storia è Audrina Adare, una ragazzina appartenente ad una famiglia benestante, una famiglia che nasconde un oscuro e misterioso segreto del quale lei sembra essere protagonista.
Il romanzo si apre con una descrizione da parte di Audrina del luogo in cui vive (Whitefern, un'immensa casa situata tra i boschi che circondano un imprecisato paese della Virginia) e della sua famiglia: facciamo così la conoscenza di suo padre, Damian Jonathan Adare, il classico marito e padre-padrone che ama la figlia e vuole proteggerla dalla crudeltà del mondo, in particolar modo dai ragazzi; della sua bella e talentuosa madre, Lucietta Lana Whitefern, che la ama nonostante sia sempre un po' distratta; dell'austera e acida Ellsbeth, sorella di Lucietta, che si mostra fredda e scostante con la nipote e odia la sorella e il cognato per motivi misteriosi; e soprattutto della cugina Vera Adare, figlia di Ellsbeth, che odia Audrina per motivi incomprensibili e si diverte a farle dispetti e a metterla nei guai per pura gelosia: Vera difatti non è amata dagli zii ed è odiata dalla madre che in più di un'occasione rimpiange di non aver abortito quando era incinta di lei. Una vita all'apparenza normale, quella di Audrina, ma in realtà ben lontana dalla normalità. In casa sua il tempo sembra essersi fermato: gli orologi battono i secondi in tempi diversi tra loro, gli unici giornali che si leggono in casa sono quelli vecchi di anni, i compleanni non vengono festeggiati. Quanti anni ha Audrina? La risposta è ferma nel tempo: sette anni. Apprendiamo che Audrina aveva una sorella, con il suo stesso nome, vissuta molto tempo prima di lei e morta all'età di nove anni, vittima di una violenza di gruppo. Non si parla che di lei in casa, non si fa altro che ricordare quella Prima e Migliore Audrina, che Damian amava tanto e sul modello della quale cerca di rimodellare la seconda Audrina. A questo scopo, Damian costringe spesso la figlia a sedersi su una sedia a dondolo appartenuta alla prima Audrina, di modo che lei possa acquisire il "dono" della sorella morta. Quando siede su questa sedia, Audrina è vittima di visioni e allucinazioni che riguardano la vita e la morte della prima Audrina. A ciò si aggiungono misteriosi vuoti di memoria, dei quali Audrina soffre e che le sedute sulla sedia a dondolo della sorella defunta sembrano colmare a poco a poco: ad ogni seduta, un ricordo perduto riaffiora nella mente della bambina. Come se non bastasse, la ragazzina è succube del padre, che non vuole mandarla a scuola, che le intima di stare lontana dal bosco (dove la sorella è morta) è costretta a rimanere all'oscuro dei misteriosi segreti di famiglia e ad assistere a curiose abitudini familiari (come i "tè del martedì", sorta di bizzarre sedute spiritiche tenute dalla madre e dalla zia, che altro non sono se non un pretesto per rinfacciarsi colpe passate e insultarsi a vicenda). Col passare del tempo, tuttavia la vita di Audrina comincia a migliorare, ad acquisire più normalità, pur mantenendo alcuni risvolti sinistri, come l'odio inspiegabile di Vera nei suoi confronti, che a sua volta è odiata profondamente dalla madre e dallo zio che non perde occasione per punirla duramente, l'ostilità della zia nei confronti dei suoi genitori e i suoi misteriosi vuoti di memoria. Nel corso degli anni, la vita di Audrina diviene teatro di numerosi avvenimenti: la conoscenza di Arden Lowe, del quale si innamorerà (ma che verrà conteso da Vera, che ninfomane ossessiva, lo vuole per soddisfare la sua lascivia) e di sua madre Billie, ex campionessa di pattinaggio sul ghiaccio, ora monca di ambedue le gambe a causa del diabete; la perdita della madre, che muore nel dare alla luce Sylvia, la sorellina di Audrina, che si scoprirà essere ritardata; la decisione del padre di iscriverla finalmente a scuola ed in seguito di farle studiare piano (desiderio espresso da Audrina, desiderosa di coronare un sogno che fu della madre) da un maestro di musica che le si affeziona e con il quale Vera intreccerà una relazione; la fuga di Vera che, rimasta incinta molto probabilmente del maestro di musica, fugge con lui dopo aver abortito. Nei pochi anni che seguono alla fuga di Vera, Audrina viene a conoscenza di un segreto importante: che Vera in realtà è la figlia di Damian, in quanto lui ed Ellsbeth avevano avuto una relazione prima che lui conoscesse Lucietta. Questo spiega così l'odio profondo di Vera nei confronti della sorellastra, l'avversione di Ellsbeth nei confronti del cognato/amante e della sorella. In seguito Ellsbeth e Damian intrecciano una nuova relazione, interrotta bruscamente dalla morte di Ellsbeth, in seguito a una caduta dalle scale. Audrina decide di fuggire di casa insieme a Sylvia e sposa Arden Lowe, ma non sarà un matrimonio felice: su di esso incombe l'ombra della prima Audrina, morta dopo essere stata violentata. Quattro giorni dopo il matrimonio Audrina, Arden e Sylvia fanno ritorno a Whitefern per scoprire che Damien ha accolto Billie in casa sua e ha intrecciato una relazione con lei. Ad ostacolare questa nuova vita tranquilla sarà il ritorno di Vera, decisa a vendicarsi del padre e della sorellastra e a mettere le mani sull'eredità di famiglia. In seguito un'altra morte misteriosa getterà un'ombra su Whitefern: quella di Billie, che come Ellsbeth cade dalle scale. Dopo di lei anche Audrina cadrà dalle scale spinta da qualcuno, non prima di aver scoperto che Arden era presente il giorno in cui sua sorella fu violentata e uccisa. La ragazza rimane in coma e tuttavia in grado di vedere e di sentire. Scopre così che Arden e Vera hanno una relazione, ciononostante Arden si dichiara ancora perdutamente innamorato di sua moglie. Vera in seguito mostra le sue reali intenzioni e dopo aver rivelato a Audrina che è stata lei a spingerla giù per le scale, tenta di ucciderla di nuovo, ma l'intervento tempestivo della piccola Sylvia salva Audrina da morte certa e la ragazza esce dal coma. A questo punto Audrina decide che è arrivato il momento di sapere tutta la verità sulla sorella morta e sarà allora che Damian le rivelerà la sconvolgente verità: la prima Audrina non è altri che Audrina stessa. Il giorno del suo nono compleanno Audrina fu stuprata da un gruppo di ragazzi, ma non uccisa. Tornata a casa in condizioni pietose la bambina subì un'altra violenza dalla madre che, cercando di lavare via le tracce della violenza la strofinò brutalmente con una grossa spazzola, scorticandola a sangue. Da quel momento Audrina cercò più volte di suicidarsi, e cominciò ad avere paura della sua immagine riflessa, di suo padre e degli uomini in genere. Così Damien per salvarla e restituirle una vita normale la fece sottoporre ad una cura a base di elettroshock e manipolò la sua mente, facendole credere che non era lei ad essere stata stuprata, bensì una sorella vissuta prima di lei. Ed è allora che Audrina colmerà completamente ogni vuoto di memoria, scoprendo un'altra tremenda verità: dietro la violenza c'era lo zampino di Vera, che aveva convinto i ragazzi a stuprare Audrina sotto gli occhi di un atterrito e impotente Arden. A quel punto fa la sua comparsa Vera, che ammette il suo crimine e sputa in faccia a Damian tutto il suo odio. Per sfuggire alla furibonda vendetta del padre, Vera cade dalle scale e muore. Nell'epilogo della storia Audrina decide di lasciare Whitefern, ma alla fine decide di perdonare il padre e il marito e di ricominciare con loro una nuova vita.

## Personaggi principali
- Audrina Adare: la protagonista della storia. È una bambina dal cuore puro, timida e gentile. È oppressa dai vuoti di memoria e non riesce a ricordare tutti gli avvenimenti della sua vita.
- Vera Adare: la presunta cugina di Audrina (che si scoprirà in seguito essere la sua sorellastra): perfida, dispettosa e lasciva, vuole vendicarsi del padre e della sorella.
- Damian Jonathan Adare: il padre di Audrina, è il classico esempio di padre-padrone: ama la figlia di un amore morboso e si dimostra eccessivamente protettivo con lei.
- Lucietta Lana Whitefern: la madre di Audrina. È un po' distratta, ma ama molto la figlia e si dimostra gentile anche nei confronti di Vera. Morirà nel dare alla luce Sylvia.
- Ellsbeth Whitefern: la zia di Audrina e la madre di Vera. Ha avuto una relazione con Damian, che poi le ha preferito Lucietta. È burbera e austera, ma in fondo capace di amore.
- Arden Lowe: Amico di infanzia di Audrina e in seguito suo marito. Ama perdutamente Audrina, ma si sente attratto anche da Vera.
- Billie Lowe: la madre di Arden, si affeziona ad Audrina come ad una figlia. Ha un passato molto triste alle spalle, ciononostante si mostra sempre allegra e gentile. È monca di ambedue le gambe.
- Sylvia Adare: la sorella di Audrina. È ritardata mentalmente, ma dotata di un'intelligenza nascosta. Stabilisce una sorta di legame psichico con Audrina, e sarà grazie a questo che le salverà la vita.
- Lamar Rensdale: il maestro di piano di Audrina e Vera. Mostra molto affetto nei confronti di Audrina, e le offre il suo aiuto in più occasioni. Avrà una relazione con Vera e la metterà incinta.

## Personaggi minori
- Spencer Longtree: Il capo del gruppo di ragazzi che stupra Audrina su ordine di Vera.
- Mrs. Allismore: Un'anziana indovina pagata da Damian per indovinare il sesso del bambino che Lucietta porta in grembo.
- Tweedle Dee: Il gatto di Audrina. Dopo lo stupro viene cacciato via a sassate da Audrina durante una crisi.

## Sequel
Nel 2015 lo scrittore Andrew Neiderman, ghost-writer della Andrews, ha scritto un sequel intitolato Whitefern, ambientato alcuni anni dopo le vicende del primo libro. Questo seguito è tutt'oggi inedito in Italia.